# Wilhelm von Planck

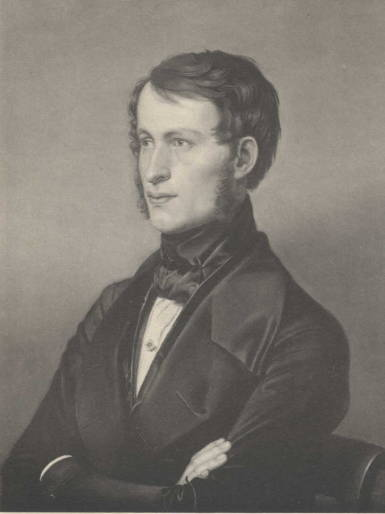
Wilhelm von Planck (1847)

Johann Julius Wilhelm Planck, seit 1870 Ritter von Planck (* 22. April 1817 in Göttingen; † 14. September 1900 in München) war ein deutscher Rechtswissenschaftler.

## Leben
Wilhelm war ein Sohn des Theologen Heinrich Ludwig Planck.
Er war Lehrstuhlinhaber für Römisches Recht, Zivilrecht und Strafprozeßrecht. Er bekleidete Ordinariate 1842 an der Universität Basel, 1845 an der Universität Greifswald, 1850 an der Christian-Albrechts-Universität Kiel und 1867 schließlich an der Ludwig-Maximilians-Universität München. Viermal war er Universitätsrektor: 1856/57, 1857/58 und 1861/62 in Kiel und 1872/73 in München.
1870 verlieh ihm König Ludwig II. das Ritterkreuz des Verdienstordens der Bayerischen Krone. Mit der Verleihung war die Erhebung in den persönlichen Adelsstand verbunden und er durfte sich nach der Eintragung in die Adelsmatrikel „Ritter von Planck“ nennen. 1887 erhielt er das Komturkreuz und 1895 das Großkomturkreuz dieses Ordens.
Wilhelm Planck war der Vater des Physikers Max Planck und des Juristen Hugo Planck. Sein Cousin war der Jurist Gottlieb Planck, sein Großvater der evangelische Theologe Gottlieb Jakob Planck. Sein Enkel war der Ordinarius für Innere Medizin, Universität Greifswald, Erich Peiper, sein Urenkel der Ordinarius für Chirurgie, Universität Mainz, Herbert Peiper, und sein Ururenkel der Ordinarius für Chirurgie Hans-Jürgen Peiper.

## Ehrungen
- Ritter des Dannebrogordens (6. Oktober 1854)[5]
- Mitglied der Kgl. Preußischen Akademie der Wissenschaften
- Mitglied der Kgl. Bayerischen Akademie der Wissenschaften
- Bayerischer Maximiliansorden für Wissenschaft und Kunst (1880)

## Werke (Auswahl)
- Die Mehrheit der Rechtsstreitigkeiten im Prozeßrecht. Entwicklung der prozessualischen Erscheinungen, die durch den Einfluß mehrerer Rechtsstreitigkeiten auf einander hervorgerufen werden. Dieterich, Göttingen 1844 (Nachdruck: Scientia, Aalen 1973).
- Die Lehre von dem Beweisurtheil, mit Vorschlägen für die Gesetzgebung. Dieterich, Göttingen 1848 (Nachdruck: Scientia, Aalen 1973, ISBN 3-511-10017-8).
- Systematische Darstellung des deutschen Strafverfahrens auf der Grundlage der neueren Strafprozessordnungen seit 1848. Dieterich, Göttingen 1857.
- Das deutsche Gerichtsverfahren im Mittelalter. Zwei Bände. Schwetschke, Braunschweig 1879 (Nachdruck: Olms, Hildesheim 1973, ISBN 3-487-04902-3).

- Lehrbuch des Deutschen Civilprozessrechts. 2 Bände. Beck, Nördlingen 1887–1896 (Digitalisat Band 1), (Band 2).
- Über die historische Methode auf dem Gebiet des deutschen Civilprozeßrechts. Verl. der Königl. Bayer. Akademie, München 1889 (Digitalisat).